# Danh sách album bán chạy nhất tại Hàn Quốc

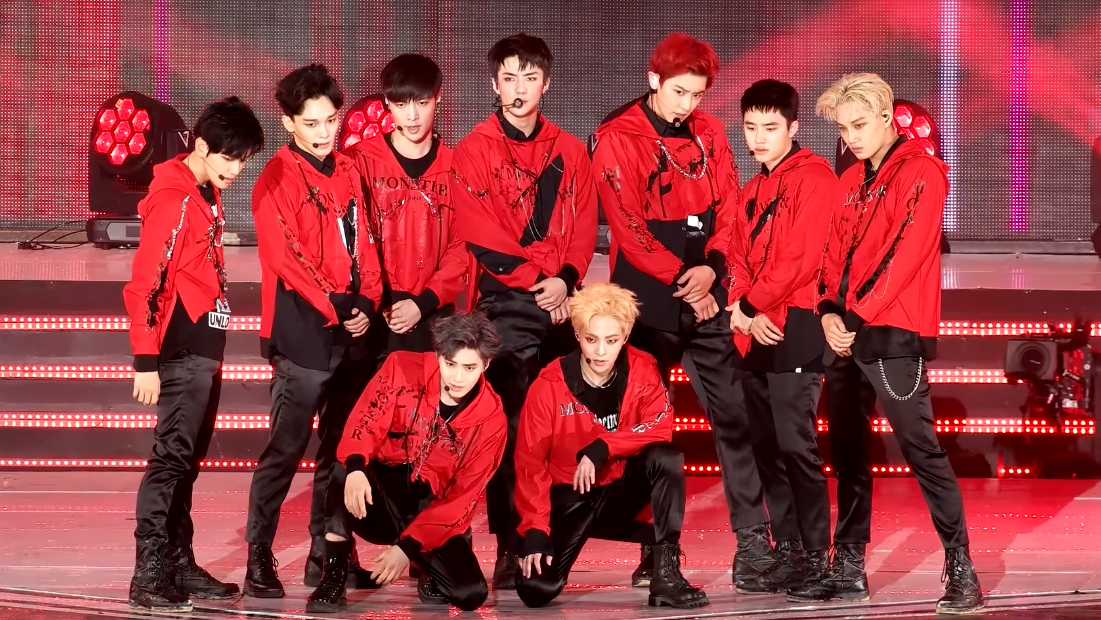
Exo (2016)

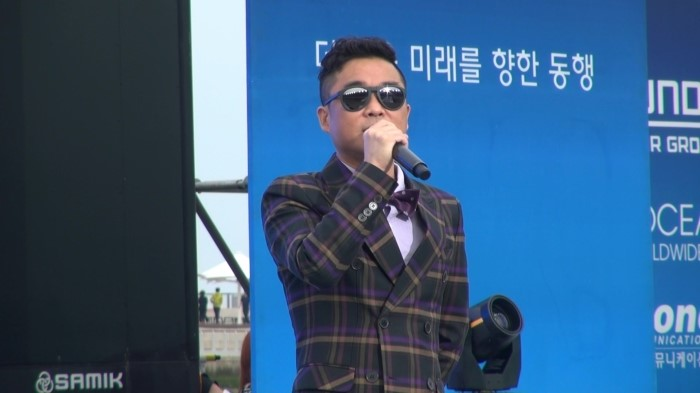
Wrongful Encounter của Kim Gun-mo từng giữ kỷ lục album bán chạy nhất tại Hàn Quốc trong 24 năm với ước tính hơn 3,3 triệu bản được bán ra.

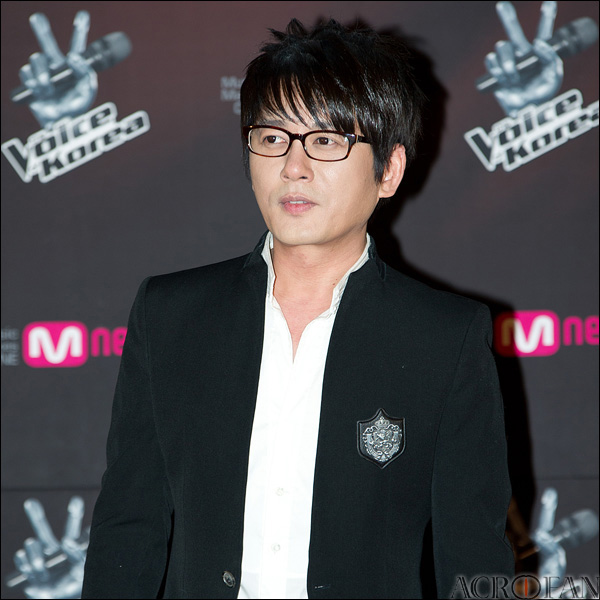
Shin Seung-hun từng là nghệ sĩ bán chạy nhất tại Hàn Quốc với tổng cộng 17 triệu bản đến khi kỷ lục bị BTS phá vỡ vào năm 2020.

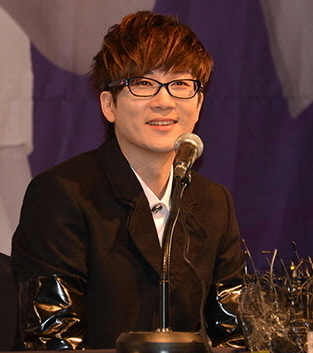
Seo Taiji là nghệ sĩ đầu tiên có album bán hơn 1 triệu bản ở cả vai trò nghệ sĩ solo và thành viên nhóm nhạc.

Danh sách album bán chạy nhất tại Hàn Quốc bao gồm các album có doanh số tiêu thụ được xuất bản bởi một nguồn đáng tin cậy và đạt từ 1 triệu bản trở lên. Tính đến tháng 7 năm 2023, FML của nhóm nhạc nam Hàn Quốc Seventeen là album bán chạy nhất mọi thời đại tại nước này. Album phòng thu Wrongful Encounter của Kim Gun-mo năm 1995 được ước tính là đã bán ít nhất 3,3 triệu bản, tính cả số liệu dựa trên doanh số bất hợp pháp, và giữ kỷ lục album bán chạy nhất tại Hàn Quốc trong 24 năm cho đến khi bị phá vỡ bởi Map of the Soul: Persona của BTS vào năm 2019.
Ngày 10 tháng 9 năm 1998, Hiệp hội Phân phối Băng đĩa & Video Hàn Quốc (KVRDA) công bố bảng xếp hạng doanh số đầu tiên của Hàn Quốc, thống kê số liệu bán album trong tháng 8 và định kỳ từ tháng 3 đến tháng 8. Từ năm 1999 đến năm 2007, Hiệp hội Công nghiệp Âm nhạc Hàn Quốc (MIAK) công bố bảng xếp hạng hàng tháng với 50 vị trí trên bảng xếp hạng và doanh số chi tiết cho mỗi album. Sau sự sụt giảm mạnh về doanh số của thị trường âm nhạc Hàn Quốc trong thế kỷ 21, Hiệp hội Nội dung Âm nhạc Hàn Quốc (KMCA) ra mắt bảng xếp hạng Gaon Album Chart vào tháng 2 năm 2010, trong đó có bảng xếp hạng phân tích chi tiết về dữ liệu trực tuyến. KMCA bắt đầu trao chứng nhận doanh số cho các album kể từ tháng 4 năm 2018 – chỉ những album được phát hành sau ngày 1 tháng 1 năm 2018 mới đủ điều kiện. Chứng nhận trên không được bao gồm trong danh sách này bởi vì Gaon Music Chart đã cập nhật chi tiết về doanh số của album.
Tất cả album bán được hơn 1 triệu bản tại Hàn Quốc đều thuộc về các nghệ sĩ Hàn Quốc, ngoại trừ The Bodyguard của Whitney Houston (1992) và Music Box của Mariah Carey (1993). BTS là nghệ sĩ sở hữu nhiều album bán được hơn 1 triệu bản nhất với 12 album, kế tiếp là Seventeen với 10 album. Năm 2017 Love Yourself: Her của BTS trở thành album đầu tiên phát hành sau năm 2001 bán được hơn 1 triệu bản, và vào năm 2018 Love Yourself: Answer cũng của nhóm nhạc này trở thành album đầu tiên bán được hơn 2 triệu bản kể từ năm 2000. Đến năm 2019, Map of the Soul: Persona của BTS trở thành album đầu tiên bán được hơn 3 triệu bản kể từ năm 1997. Tiếp theo, Map of the Soul: 7 trở thành album đầu tiên đạt doanh số hơn 4 triệu và 5 triệu bản lần lượt vào năm 2020 và 2022. FML của Seventeen trở thành album đầu tiên bán được hơn 6 triệu bản vào năm 2023. Năm 2013, tổng doanh số bán XOXO của Exo và phiên bản tái phát hành của album vượt hơn 1 triệu bản, còn vào năm 2019 BTS trở thành nghệ sĩ đầu tiên bán được 1 triệu bản cho cả album và album tái phát hành, với Wings và You Never Walk Alone lần lượt đạt doanh số hơn 1 triệu bản cho mỗi album.
Tính đến năm 2023, theo bảng xếp hạng Circle, BTS là nghệ sĩ bán chạy nhất trong lịch sử Hàn Quốc với tổng doanh số hơn 40 triệu bản album.

## Ký hiệu
| Màu | Thể loại            |
| --- | ------------------- |
|     | Album tiêu chuẩn    |
|     | Album tái phát hành |
|     | Album tổng hợp      |
| ‡   | Album đĩa mở rộng   |
| &   | Album đĩa đơn       |
| ±   | Album nhạc phim     |

## 2 triệu bản trở lên
| Nghệ sĩ            | Album                                       | Năm  | Doanh số (tính đến ngày)      | Ước tính  | Nguồn         |
| ------------------ | ------------------------------------------- | ---- | ----------------------------- | --------- | ------------- |
| Seventeen          | FML ‡                                       | 2023 | 6.356.241 (tháng 7 năm 2024)  |           | [ 21 ]        |
| Seventeen          | Seventeenth Heaven ‡                        | 2023 | 5.720.954 (tháng 8 năm 2024)  |           | [ 22 ]        |
| Stray Kids         | 5-Star                                      | 2023 | 5.258.819 (tháng 2 năm 2024)  |           | [ 23 ]        |
| BTS                | Map of the Soul: 7                          | 2020 | 5.068.500 (tháng 12 năm 2023) |           | [ 24 ]        |
| BTS                | Map of the Soul: Persona ‡                  | 2019 | 4.666.656 (tháng 1 năm 2024)  |           | [ 25 ]        |
| Seventeen          | Face the Sun                                | 2022 | 4.531.838 (tháng 8 năm 2024)  |           | [ 26 ]        |
| NCT Dream          | ISTJ                                        | 2023 | 4.279.203 (tháng 12 năm 2023) |           | [ 27 ]        |
| Stray Kids         | Rock-Star ‡                                 | 2023 | 4.256.838 (tháng 3 năm 2024)  |           | [ 28 ]        |
| BTS                | Be                                          | 2020 | 3.794.402 (tháng 5 năm 2022)  |           | [ 29 ]        |
| Stray Kids         | Maxident ‡                                  | 2022 | 3.661.100 (tháng 8 năm 2024)  |           | [ 30 ]        |
| Seventeen          | 17 Is Right Here                            | 2024 | 3.582.434 (tháng 8 năm 2024)  |           | [ 31 ]        |
| BTS                | Proof                                       | 2022 | 3.538.247 (tháng 6 năm 2024)  |           | [ 32 ]        |
| BTS                | Love Yourself: Answer                       | 2018 | 3.413.500 (tháng 12 năm 2023) |           | [ 33 ]        |
| TXT                | The Name Chapter: TEMPTATION ‡              | 2023 | 3.272.776 (tháng 2 năm 2024)  |           | [ 34 ]        |
| BTS                | Love Yourself: Tear                         | 2018 | 3.227.612 (tháng 1 năm 2024)  |           | [ 35 ]        |
| BTS                | Butter &                                    | 2021 | 3.197.001 (tháng 4 năm 2023)  |           | [ 36 ]        |
| BTS                | Love Yourself: Her ‡                        | 2017 | 3.153.946 (tháng 2 năm 2024)  |           | [ 37 ]        |
| Stray Kids         | Ate ‡                                       | 2024 | 3.066.559 (tháng 8 năm 2024)  |           | [ 38 ]        |
| Seventeen          | Attacca ‡                                   | 2021 | 2.967.144 (tháng 8 năm 2024)  |           | [ 39 ]        |
| Blackpink          | Born Pink                                   | 2022 | 2.947.204 (tháng 8 năm 2024)  |           | [ 40 ]        |
| Enhypen            | Romance: Untold                             | 2024 | 2.865.203 (tháng 8 năm 2024)  |           | [ 41 ]        |
| Kim Gun-mo         | Wrongful Encounter                          | 1995 | 2.860.000 (tháng 6 năm 2015)  | 3.300.000 | [ 6 ] [ 42 ]  |
| Lee Moon-sae       | When Love Passes By                         | 1987 | 2.850.000 (tháng 7 năm 2015)  |           | [ 43 ]        |
| Jungkook           | Golden                                      | 2023 | 2.798.297 (tháng 8 năm 2024)  |           | [ 44 ]        |
| TXT                | The Name Chapter: Freefall                  | 2023 | 2.617.920 (tháng 2 năm 2024)  |           | [ 45 ]        |
| Lee Moon-sae       | Standing Under the Shade of a Roadside Tree | 1988 | 2.580.000 (tháng 7 năm 2015)  |           | [ 43 ]        |
| NCT Dream          | Dream()scape ‡                              | 2024 | 2.534.004 (tháng 6 năm 2024)  |           | [ 46 ]        |
| Kim Jong-hwan      | Reason for Existence                        | 1996 | 2.500.000 (tháng 8 năm 2017)  |           | [ 47 ]        |
| Shin Seung-hun     | To Heaven                                   | 1996 | 2.470.000 (tháng 10 năm 2015) |           | [ 48 ]        |
| NCT 127            | Sticker                                     | 2021 | 2.434.408 (tháng 2 năm 2022)  |           | [ 49 ]        |
| Seo Taiji and Boys | Seo Taiji and Boys IV                       | 1995 | 2.400.000 (tháng 1 năm 2018)  |           | [ 50 ]        |
| V                  | Layover                                     | 2023 | 2.288.316 (tháng 6 năm 2024)  |           | [ 51 ]        |
| Seo Taiji and Boys | Seo Taiji and Boys II                       | 1993 | 2.200.000 (tháng 1 năm 2018)  |           | [ 50 ]        |
| NewJeans           | Get Up ‡                                    | 2023 | 2.182.398 (tháng 8 năm 2024)  |           | [ 52 ]        |
| NCT Dream          | Hot Sauce                                   | 2021 | 2.168.436 (tháng 12 năm 2022) |           | [ 53 ]        |
| Enhypen            | Orange Blood ‡                              | 2023 | 2.143.102 (tháng 8 năm 2024)  |           | [ 54 ]        |
| Seventeen          | Sector 17                                   | 2022 | 2.142.353 (tháng 8 năm 2024)  |           | [ 55 ]        |
| Jo Kwan-woo        | Memory                                      | 1995 | 2.140.000 (tháng 2 năm 2019)  | 3.000.000 | [ 56 ] [ 57 ] |
| Aespa              | My World ‡                                  | 2023 | 2.135.635 (tháng 2 năm 2024)  |           | [ 58 ]        |
| Ive                | I've Mine                                   | 2023 | 2.102.451 (tháng 6 năm 2024)  |           | [ 59 ]        |
| NCT Dream          | Glitch Mode                                 | 2022 | 2.095.544 (tháng 12 năm 2022) |           | [ 60 ]        |
| Jo Sung-mo         | Let Me Love                                 | 2000 | 2.072.029 (tháng 12 năm 2001) |           | [ 61 ] [ 62 ] |
| Jo Sung-mo         | For Your Soul                               | 1999 | 2.047.152 (tháng 3 năm 2000)  |           | [ 63 ]        |
| Zerobaseone        | Youth in the Shade ‡                        | 2023 | 2.037.790 (tháng 12 năm 2023) |           | [ 64 ]        |
| Stray Kids         | Oddinary ‡                                  | 2022 | 2.028.543 (tháng 8 năm 2024)  |           | [ 65 ]        |
| NCT Dream          | Candy ‡                                     | 2022 | 2.009.119 (tháng 12 năm 2023) |           | [ 66 ]        |
| Yoo Jae-ha         | Because I Love You                          | 1987 | 2.000.000 (tháng 6 năm 2011)  |           | [ 67 ]        |
| Byun Jin-sub       | Back To You                                 | 1989 | 2.000.000 (tháng 3 năm 2018)  | 3.000.000 | [ 68 ] [ 69 ] |

## 1 triệu–1,9 triệu bản
| Nghệ sĩ                       | Album                                            | Năm  | Doanh số (tính đến ngày)      | Ước tính  | Nguồn          |
| ----------------------------- | ------------------------------------------------ | ---- | ----------------------------- | --------- | -------------- |
| NCT 127                       | 2 Baddies                                        | 2022 | 1.979.926 (tháng 12 năm 2022) |           | [ 70 ]         |
| Seventeen                     | Heng:garæ ‡                                      | 2020 | 1.968.886 (tháng 8 năm 2024)  |           | [ 71 ]         |
| TXT                           | Minisode 2: Thursday's Child ‡                   | 2022 | 1.956.290 (tháng 2 năm 2024)  |           | [ 72 ]         |
| DJ DOC                        | DJ2DOC                                           | 1996 | 1.950.000 (tháng 5 năm 2019)  |           | [ 73 ]         |
| NCT 127                       | Fact Check                                       | 2023 | 1.925.318 (tháng 12 năm 2023) |           | [ 74 ]         |
| TXT                           | Minisode 3: Tomorrow ‡                           | 2024 | 1.903.738 (tháng 8 năm 2024)  |           | [ 75 ]         |
| Exo                           | Exist                                            | 2023 | 1.897.477 (tháng 12 năm 2023) |           | [ 76 ]         |
| Stray Kids                    | Noeasy                                           | 2021 | 1.892.424 (tháng 8 năm 2024)  |           | [ 77 ]         |
| Zerobaseone                   | Melting Point ‡                                  | 2023 | 1.869.783 (tháng 2 năm 2024)  |           | [ 78 ]         |
| Treasure                      | Reboot                                           | 2023 | 1.864.072 (tháng 10 năm 2023) |           | [ 79 ]         |
| g.o.d                         | Chapter 3                                        | 2000 | 1.849.381 (tháng 6 năm 2001)  |           | [ 80 ] [ 81 ]  |
| Aespa                         | Girls ‡                                          | 2022 | 1.844.776 (tháng 3 năm 2023)  |           | [ 82 ]         |
| NCT                           | Universe                                         | 2021 | 1.838.636 (tháng 12 năm 2022) |           | [ 83 ]         |
| Kim Gun-mo                    | Excuse                                           | 1993 | 1.830.000 (tháng 9 năm 2011)  |           | [ 84 ]         |
| Nhiều nghệ sĩ                 | Sonata                                           | 2001 | 1.815.296 (tháng 12 năm 2003) |           | [ 85 ]         |
| Kim Gun-mo                    | Exchange                                         | 1996 | 1.810.000 (tháng 9 năm 2011)  |           | [ 84 ]         |
| Byun Jin-sub                  | To Be Alone                                      | 1988 | 1.800.000 (tháng 12 năm 2015) |           | [ 69 ]         |
| Seo Taiji and Boys            | Seo Taiji and Boys                               | 1992 | 1.800.000 (tháng 1 năm 2018)  |           | [ 50 ]         |
| Shin Seung-hun                | After A Long Time                                | 1994 | 1.800.000 (tháng 10 năm 2006) |           | [ 86 ]         |
| Enhypen                       | Dark Blood ‡                                     | 2023 | 1.798.846 (tháng 8 năm 2024)  |           | [ 87 ]         |
| Ateez                         | The World EP.Fin: Will                           | 2023 | 1.798.803 (tháng 4 năm 2024)  |           | [ 88 ]         |
| Jimin                         | Face                                             | 2023 | 1.771.562 (tháng 6 năm 2024)  |           | [ 89 ]         |
| Ive                           | After Like &                                     | 2022 | 1.760.706 (tháng 4 năm 2024)  |           | [ 90 ]         |
| Seventeen                     | Your Choice ‡                                    | 2021 | 1.739.526 (tháng 7 năm 2024)  |           | [ 91 ]         |
| g.o.d                         | Chapter 4                                        | 2001 | 1.738.082 (tháng 12 năm 2002) |           | [ 92 ]         |
| Ive                           | Ive Switch ‡                                     | 2024 | 1.705.293 (tháng 6 năm 2024)  |           | [ 93 ]         |
| Blackpink                     | The Album                                        | 2020 | 1.700.677 (tháng 8 năm 2024)  |           | [ 94 ]         |
| Shin Seung-hun                | Because I Love You                               | 1993 | 1.700.000 (tháng 10 năm 2006) |           | [ 86 ]         |
| NewJeans                      | OMG &                                            | 2023 | 1.698.300 (tháng 8 năm 2024)  |           | [ 95 ]         |
| Ive                           | I've Ive                                         | 2023 | 1.694.005 (tháng 4 năm 2024)  |           | [ 96 ]         |
| (G)I-dle                      | 2                                                | 2024 | 1.687.293 (tháng 6 năm 2024)  |           | [ 97 ]         |
| Twice                         | Ready to Be ‡                                    | 2023 | 1.674.143 (tháng 12 năm 2023) |           | [ 98 ]         |
| NCT                           | Resonance Pt. 1                                  | 2020 | 1.670.800 (tháng 9 năm 2022)  |           | [ 99 ]         |
| Seventeen                     | An Ode                                           | 2019 | 1.670.585 (tháng 8 năm 2024)  |           | [ 100 ]        |
| NewJeans                      | New Jeans ‡                                      | 2022 | 1.626.855 (tháng 8 năm 2024)  |           | [ 101 ]        |
| Ateez                         | Golden Hour: Part.1 ‡                            | 2024 | 1.615.877 (tháng 6 năm 2024)  |           | [ 102 ]        |
| Seo Taiji and Boys            | Seo Taiji and Boys III                           | 1994 | 1.600.000 (tháng 4 năm 1996)  |           | [ 103 ]        |
| Roo'ra                        | The Angel Who Lost Wings                         | 1995 | 1.600.000 (tháng 1 năm 1996)  |           | [ 104 ]        |
| Jo Sung-mo                    | Classic                                          | 2000 | 1.599.111 (tháng 9 năm 2000)  |           | [ 105 ]        |
| NCT                           | Resonance Pt. 2                                  | 2020 | 1.591.160 (tháng 8 năm 2022)  |           | [ 106 ]        |
| Enhypen                       | Manifesto: Day 1 ‡                               | 2022 | 1.586.220 (tháng 5 năm 2023)  |           | [ 107 ]        |
| Shin Seung-hun                | Invisible Love                                   | 1991 | 1.580.000 (tháng 10 năm 2006) |           | [ 86 ]         |
| Le Sserafim                   | Unforgiven                                       | 2023 | 1.571.548 (tháng 12 năm 2023) |           | [ 108 ]        |
| Jisoo                         | Me &                                             | 2023 | 1.542.205 (tháng 12 năm 2023) |           | [ 109 ]        |
| BTS                           | Wings                                            | 2016 | 1.528.355 (tháng 4 năm 2023)  |           | [ 110 ]        |
| NCT Dream                     | Beatbox                                          | 2022 | 1.517.211 (tháng 12 năm 2022) |           | [ 111 ]        |
| Enhypen                       | Dimension: Dilemma                               | 2021 | 1.515.567 (tháng 7 năm 2024)  |           | [ 112 ]        |
| Ateez                         | The World EP.2: Outlaw ‡                         | 2023 | 1.501.632 (tháng 12 năm 2023) |           | [ 113 ]        |
| Lee Moon-sae                  | I Don't Know Yet                                 | 1985 | 1.500.000 (tháng 7 năm 2015)  |           | [ 43 ]         |
| H.O.T.                        | We Hate All Kinds of Violence                    | 1996 | 1.500.000 (tháng 6 năm 2015)  |           | [ 114 ]        |
| H.O.T.                        | Wolf and Sheep                                   | 1997 | 1.500.000 (tháng 12 năm 1998) |           | [ 115 ]        |
| (G)I-dle                      | I Feel ‡                                         | 2023 | 1.483.073 (tháng 7 năm 2024)  |           | [ 116 ]        |
| BTS                           | You Never Walk Alone                             | 2017 | 1.473.954 (tháng 1 năm 2024)  |           | [ 117 ]        |
| Exo                           | Don't Mess Up My Tempo                           | 2018 | 1.452.030 (tháng 12 năm 2018) |           | [ 118 ]        |
| Zerobaseone                   | You Had Me at Hello ‡                            | 2024 | 1.416.833 (tháng 6 năm 2024)  |           | [ 119 ]        |
| Shin Seung-hun                | Reflection of You in Your Smile                  | 1990 | 1.400.000 (tháng 10 năm 2015) |           | [ 48 ]         |
| Kim Won-jun                   | While You Were Not Here                          | 1994 | 1.400.000 (tháng 5 năm 2017)  |           | [ 120 ]        |
| Kim Gun-mo                    | Another Days                                     | 2001 | 1.397.388 (tháng 2 năm 2002)  |           | [ 121 ]        |
| Aespa                         | Armageddon                                       | 2024 | 1.385.006 (tháng 8 năm 2024)  |           | [ 122 ]        |
| H.O.T.                        | I Yah!                                           | 1999 | 1.383.985 (tháng 12 năm 1999) |           | [ 123 ]        |
| NCT Dream                     | Hello Future                                     | 2021 | 1.382.783 (tháng 8 năm 2022)  |           | [ 124 ]        |
| Agust D                       | D-Day                                            | 2023 | 1.380.363 (tháng 6 năm 2024)  |           | [ 125 ]        |
| TXT                           | The Chaos Chapter: Fight or Escape               | 2021 | 1.339.592 (tháng 5 năm 2024)  |           | [ 126 ]        |
| Aespa                         | Drama ‡                                          | 2023 | 1.333.946 (tháng 8 năm 2024)  |           | [ 127 ]        |
| Riize                         | Riizing ‡                                        | 2024 | 1.327.681 (tháng 8 năm 2024)  |           | [ 128 ]        |
| Exo                           | Don't Fight the Feeling ‡                        | 2021 | 1.326.189 (tháng 12 năm 2021) |           | [ 129 ]        |
| Shin Seung-hun                | Shin Seung Hun VI                                | 1998 | 1.310.000 (tháng 7 năm 2011)  |           | [ 130 ]        |
| Jo Kwan-woo                   | My Third Story About...                          | 1996 | 1.300.000 (tháng 3 năm 2001)  |           | [ 57 ]         |
| Seo Taiji                     | Ultramania                                       | 2000 | 1.300.000 (tháng 4 năm 2003)  |           | [ 131 ]        |
| Seventeen                     | Semicolon ‡                                      | 2020 | 1.277.935 (tháng 1 năm 2024)  |           | [ 132 ]        |
| Le Sserafim                   | Antifragile ‡                                    | 2022 | 1.241.501 (tháng 4 năm 2024)  |           | [ 133 ]        |
| Twice                         | With You-th ‡                                    | 2024 | 1.240.924 (tháng 6 năm 2024)  |           | [ 134 ]        |
| NCT 127                       | Ay-Yo                                            | 2023 | 1.212.376 (tháng 12 năm 2023) |           | [ 135 ]        |
| Kim Gun-mo                    | Myself                                           | 1997 | 1.210.000 (tháng 9 năm 2011)  |           | [ 84 ]         |
| NewJeans                      | Supernatural &                                   | 2024 | 1.208.311 (tháng 8 năm 2024)  |           | [ 136 ]        |
| Itzy                          | Kill My Doubt ‡                                  | 2023 | 1.207.934 (tháng 8 năm 2023)  |           | [ 137 ]        |
| Byun Jin-sub                  | Farewell                                         | 1990 | 1.200.000 (tháng 3 năm 2018)  |           | [ 68 ]         |
| Whitney Houston/nhiều nghệ sĩ | The Bodyguard: Original Soundtrack Album ±       | 1992 | 1.200.000 (tháng 1 năm 2010)  |           | [ 138 ]        |
| Le Sserafim                   | Easy ‡                                           | 2024 | 1.184.965 (tháng 6 năm 2024)  |           | [ 139 ]        |
| NewJeans                      | How Sweet &                                      | 2024 | 1.178.578 (tháng 8 năm 2024)  |           | [ 140 ]        |
| Twice                         | Between 1&2 ‡                                    | 2022 | 1.170.458 (tháng 3 năm 2024)  |           | [ 141 ]        |
| NCT 127                       | Favorite                                         | 2021 | 1.165.336 (tháng 12 năm 2021) |           | [ 142 ]        |
| Lim Young-woong               | Im Hero                                          | 2022 | 1.149.643 (tháng 12 năm 2022) |           | [ 143 ]        |
| BTS                           | The Most Beautiful Moment in Life: Young Forever | 2016 | 1.138.820 (tháng 12 năm 2022) |           | [ 144 ]        |
| Seo Taiji                     | Seo Tai Ji                                       | 1998 | 1.133.736 (tháng 9 năm 1998)  |           | [ 145 ]        |
| J-Hope                        | Jack in the Box                                  | 2022 | 1.124.444 (tháng 8 năm 2023)  |           | [ 146 ]        |
| Jin                           | The Astronaut &                                  | 2022 | 1.121.187 (tháng 7 năm 2024)  |           | [ 147 ]        |
| Clon                          | Are You Ready?                                   | 1996 | 1.120.000 (tháng 8 năm 2015)  |           | [ 73 ]         |
| Zerobaseone                   | Cinema Paradise ‡                                | 2024 | 1,109,520 (tháng 8 năm 2024)  |           | [ 148 ]        |
| H.O.T.                        | Resurrection                                     | 1998 | 1.103.439 (tháng 2 năm 1999)  |           | [ 149 ]        |
| TXT                           | The Chaos Chapter: Freeze                        | 2021 | 1.100.038 (tháng 1 năm 2024)  |           | [ 150 ]        |
| Kim Hyun-sik                  | My Love by My Side                               | 1991 | 1.100.000 (tháng 1 năm 2014)  | 2.000.000 | [ 20 ] [ 151 ] |
| Kim Jong-hwan                 | For Love                                         | 1997 | 1.100.000 (tháng 2 năm 2019)  | 3.000.000 | [ 20 ] [ 152 ] |
| NCT 127                       | Neo Zone                                         | 2020 | 1.064.647 (tháng 10 năm 2022) |           | [ 153 ]        |
| Itzy                          | Cheshire ‡                                       | 2022 | 1.056.316 (tháng 2 năm 2023)  |           | [ 154 ]        |
| NCT                           | Golden Age                                       | 2023 | 1.048.222 (tháng 12 năm 2023) |           | [ 155 ]        |
| Red Velvet                    | The ReVe Festival 2022 – Birthday ‡              | 2022 | 1.040.744 (tháng 4 năm 2023)  |           | [ 156 ]        |
| NCT 127                       | Walk                                             | 2024 | 1.040.323 (tháng 8 năm 2024)  |           | [ 157 ]        |
| Riize                         | Get a Guitar &                                   | 2023 | 1.038.084 (tháng 12 năm 2023) |           | [ 158 ]        |
| Itzy                          | Checkmate ‡                                      | 2022 | 1.032.930 (tháng 12 năm 2022) |           | [ 159 ]        |
| Baekhyun                      | Delight ‡                                        | 2020 | 1.031.993 (tháng 3 năm 2021)  |           | [ 160 ]        |
| Ive                           | Love Dive &                                      | 2022 | 1.012.092 (tháng 4 năm 2024)  |           | [ 161 ]        |
| Baekhyun                      | Bambi ‡                                          | 2021 | 1.007.625 (tháng 6 năm 2021)  |           | [ 162 ]        |
| Ateez                         | The World EP.1: Movement ‡                       | 2022 | 1.007.575 (tháng 12 năm 2022) |           | [ 163 ]        |
| BTS                           | The Most Beautiful Moment in Life, Pt. 2 ‡       | 2015 | 1.001.622 (tháng 4 năm 2023)  |           | [ 164 ]        |
| Mariah Carey                  | Music Box                                        | 1993 | 1.000.682 (tháng 12 năm 1996) |           | [ 165 ]        |
| The Pearl Sisters             | My Dear                                          | 1968 | 1.000.000 (tháng 2 năm 2014)  |           | [ 166 ]        |
| Shin Jung Hyun & Yup Juns     | Shin Jung Hyun & Yup Juns Vol. 1                 | 1974 | 1.000.000 (tháng 9 năm 2007)  |           | [ 167 ]        |
| Cho Yong-pil                  | Woman Outside the Window                         | 1980 | 1.000.000 (tháng 3 năm 2018)  |           | [ 168 ]        |
| Joo Hyun-mi                   | Couple's Party                                   | 1984 | 1.000.000 (tháng 6 năm 2015)  |           | [ 169 ]        |
| Kim Wan-sun                   | Pierrot Smiles at Us                             | 1990 | 1.000.000 (tháng 2 năm 2017)  |           | [ 170 ]        |
| 015B                          | The Third Wave                                   | 1992 | 1.000.000 (tháng 10 năm 2016) |           | [ 171 ]        |
| Kim Gun-mo                    | Sleepless Rainy Night                            | 1992 | 1.000.000 (tháng 1 năm 2018)  |           | [ 172 ]        |
| 015B                          | The Fourth Movement                              | 1993 | 1.000.000 (tháng 10 năm 2016) |           | [ 171 ]        |
| Jo Kwan-woo                   | My First Story                                   | 1994 | 1.000.000 (tháng 3 năm 2001)  |           | [ 57 ]         |
| 015B                          | Big 5                                            | 1994 | 1.000.000 (tháng 10 năm 2016) |           | [ 171 ]        |
| DJ DOC                        | 4th Album                                        | 1997 | 1.000.000 (tháng 8 năm 2016)  |           | [ 173 ]        |
| Jo Kwan-woo                   | Waiting                                          | 1997 | 1.000.000 (tháng 4 năm 2013)  |           | [ 174 ]        |

## Album bán chạy nhất theo năm
Album bán chạy nhất theo năm bao gồm doanh số của album tiêu chuẩn và album tái phát hành trong 1 năm nhất định. Danh sách này không bao gồm doanh số của cùng một album bán ra trong những năm khác ngoài năm dương lịch được chỉ định. Để biết thêm thông tin về tổng doanh số, xem các phần ở trên.
| Năm  | Nghệ sĩ           | Album                            | Doanh số  | Nguồn   |
| ---- | ----------------- | -------------------------------- | --------- | ------- |
| 1998 | Seo Taiji         | Seo Tai Ji                       | 1.133.736 | [ 145 ] |
| 1999 | Jo Sung-mo        | For Your Soul                    | 1.949.043 | [ 123 ] |
| 2000 | Jo Sung-mo        | Let Me Love                      | 1.968.967 | [ 80 ]  |
| 2001 | Nhiều nghệ sĩ     | Sonata                           | 1.688.129 | [ 175 ] |
| 2002 | Cool              | 7even                            | 647.052   | [ 176 ] |
| 2003 | Kim Gun-mo        | Hestory                          | 529.416   | [ 177 ] |
| 2004 | Seo Taiji         | 7th Issue                        | 482.066   | [ 178 ] |
| 2005 | SG Wannabe        | Saldaga                          | 414.855   | [ 179 ] |
| 2006 | TVXQ              | "O"-Jung.Ban.Hap.                | 349.317   | [ 180 ] |
| 2007 | SG Wannabe        | The Sentimental Chord            | 190.998   | [ 181 ] |
| 2010 | Super Junior      | Bonamana                         | 200.193   | [ 182 ] |
| 2011 | Girls' Generation | The Boys                         | 385.348   | [ 183 ] |
| 2012 | Super Junior      | Sexy, Free & Single              | 356.431   | [ 184 ] |
| 2013 | Exo               | Growl (phiên bản tiếng Hàn)      | 335.823   | [ 185 ] |
| 2014 | Exo-K             | Overdose (phiên bản tiếng Hàn) ‡ | 385.047   | [ 186 ] |
| 2015 | Exo               | Exodus (phiên bản tiếng Hàn)     | 478.856   | [ 187 ] |
| 2016 | BTS               | Wings                            | 751.301   | [ 188 ] |
| 2017 | BTS               | Love Yourself: Her ‡             | 1.493.443 | [ 189 ] |
| 2018 | BTS               | Love Yourself: Answer            | 2.197.808 | [ 190 ] |
| 2019 | BTS               | Map of the Soul: Persona ‡       | 3.718.230 | [ 191 ] |
| 2020 | BTS               | Map of the Soul: 7               | 4.376.975 | [ 192 ] |
| 2021 | BTS               | Butter &                         | 2.999.407 | [ 193 ] |
| 2022 | BTS               | Proof                            | 3.482.598 | [ 194 ] |
| 2023 | Seventeen         | FML ‡                            | 5.546.930 | [ 195 ] |